# Edifici de la Rellotgeria Freixas
L'Edifici de la Rellotgeria Freixas, és un edifici del municipi de Reus (Baix Camp) inclòs en l'Inventari del Patrimoni Arquitectònic de Catalunya com a Bé Cultural d'Interès Local.

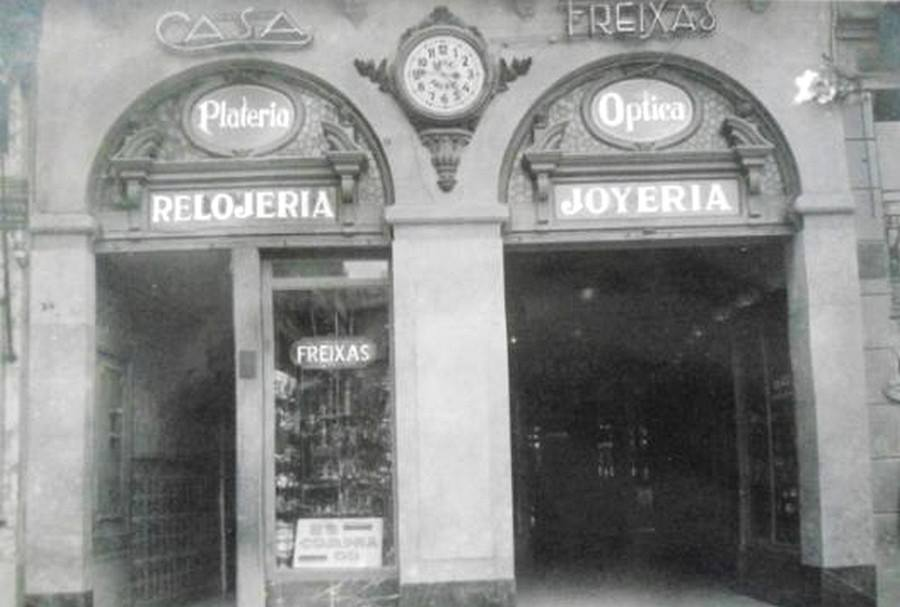
Imatge de la rellotgeria Freixas el 1918

## Descripció
Situat al carrer de Llovera número 9, és un edifici de planta baixa i quatre pisos. A la planta baixa hi ha dues entrades de construcció simètrica, una que serveix d'entrada de veïns, que ocupa només la meitat de l'obertura, i l'altra meitat és aparador, i al seu costat una altra obertura d'accés al comerç de la planta baixa. Als tres primers pisos trobem dues obertures disposades de forma regular amb balcons amb barana de ferro forjat força simple. Les obertures estan remarcades amb marcs de pedra motllurats i la llinda presenta relleus vegetals. L'últim pis té també dues obertures però són de menors dimensions i la façana, en lloc de ser arrebossada imitant l'encoixinat com la resta, dibuixa unes línies i prou. Enmig de les dues finestres de l'últim pis hi ha un esgrafiat amb motius vegetals. Remata l'edifici un ràfec de pedra.
L'última planta, la quarta, no pertany a la construcció original. Es tracta d'un afegit posterior, fet en un moment indeterminat durant el primer quart del segle xx. Aleshores es va eliminar el frontó de tipus modernista força ornamentat que tenia la casa per afegir un pis més.
El nom li ve donat per un antic comerç, ara desaparegut, que va ser en aquest lloc des d'inicis del segle xx.